# Westerse wereld

Landen die behoren tot de Westerse wereld

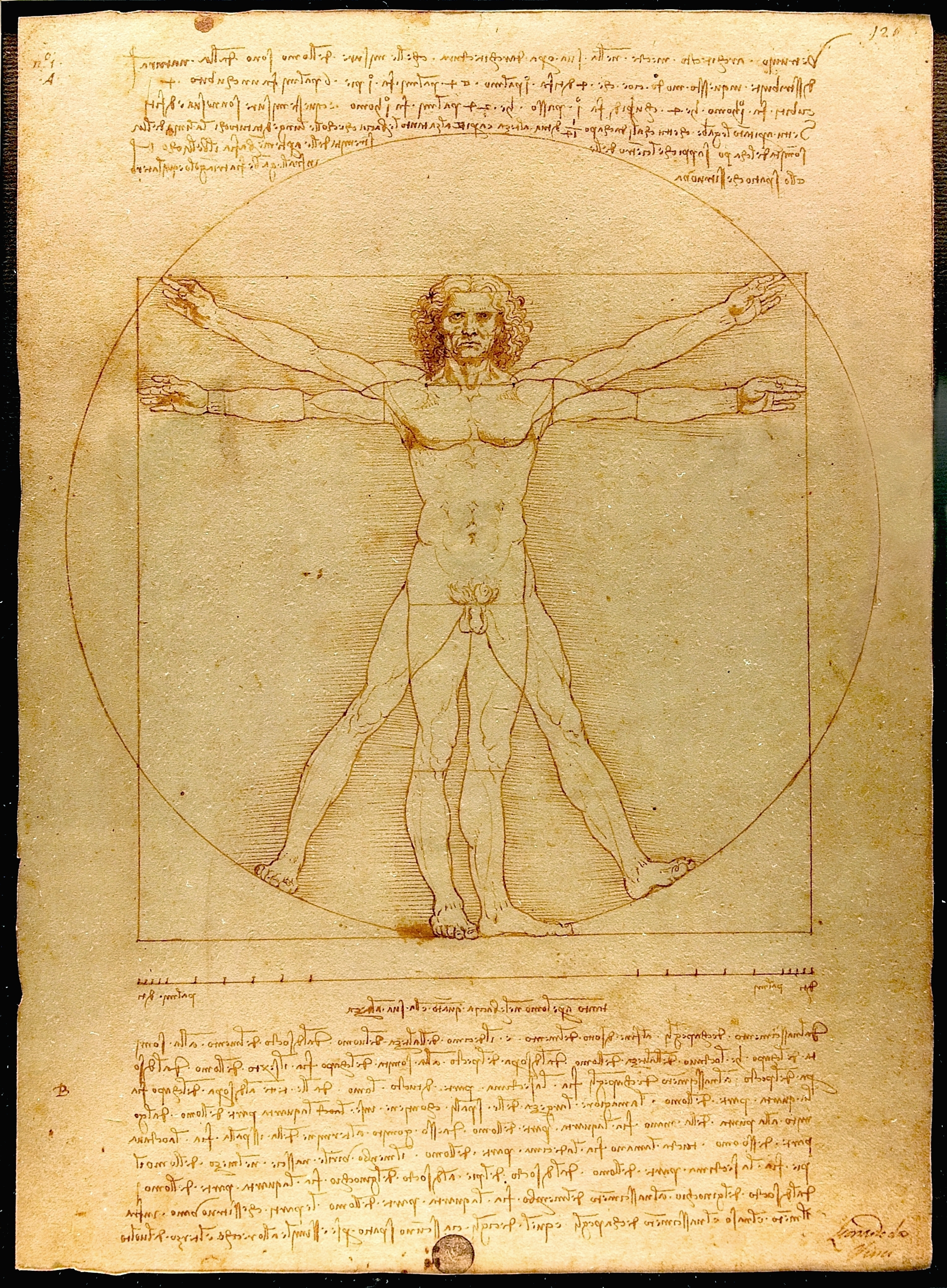
Leonardo da Vinci's Vitruviusman, een symbool van de veranderingen van de westerse cultuur tijdens de Renaissance

De westerse wereld, ook bekend als het Westen of de Occident, is een groep landen waarvan de precieze samenstelling afhangt van de context waarin de term gebruikt wordt.
De meest gebruikte betekenissen verwijzen naar een groep cultureel en etnisch verwante staten die met name tussen 1500 en het heden een dominante positie opbouwden in kapitalistische delen van de wereld, vaak zeer rijk en machtig zijn: eerst West-Europa, geleidelijk een steeds groter deel van Zuid-, Midden- en Noord-Amerika, en later ook Australië en Nieuw-Zeeland. Dit valt niet samen met het westelijk halfrond. Een groot deel van West-Europa (waaronder ook Nederland en België) ligt namelijk ten oosten van de meridiaan van Greenwich, en zodoende op het oostelijk halfrond.

## Oorsprong van de term en klassieke betekenis
In het Romeinse Rijk bestond al een culturele tegenstelling tussen het westelijke, Latijnse deel en het door de Grieken gedomineerde oostelijke deel. Dit was mede de oorzaak van de definitieve splitsing van het Romeinse Rijk in 395 in het West- en het Oost-Romeinse Rijk, waarna deze gebieden cultureel steeds verder uit elkaar zouden groeien.
Bij de verspreiding van het christendom in Europa buiten het (voormalige) Romeinse Rijk werden gebieden die vanuit Rome werden gekerstend (namelijk West-Europa, grotendeels Midden-Europa en Scandinavië) tot 'het Westen' gerekend en de landen die vanuit Constantinopel werden bekeerd (zoals Rusland en Bulgarije) tot 'het Oosten'.
Geleidelijk werden 'west' en 'oost' minder de aanduiding voor een deel van het vroegere Romeinse Rijk, maar werd 'west' de aanduiding voor de rooms-katholieke en later ook protestantse wereld, en 'oost' voor de oosters-christelijke landen.
‘Oost’ en ‘West’ bleven in de loop der geschiedenis cultureel verder uit elkaar groeien. Met het Groot Schisma van 1054 verbraken de westelijke en oostelijke christelijke kerken zelfs de onderlinge betrekkingen.
Na de Middeleeuwen kende de 'westerse wereld' een groot aantal culturele stromingen en ontwikkelingen zoals de renaissance, het renaissance-humanisme, het protestantisme, de Verlichting, het modern humanisme en de secularisatie.
De eerste die de term 'Westen' gebruikte als een sociaal-politieke categorie, was Auguste Comte (1798 – 1857). Zijn Occident viel niet zomaar samen met Europa of het christendom. Gebieden in het christelijke Europa die niet tot de voorhoede behoorden sloot hij uit, terwijl hij geavanceerde landen in Amerika en Australazië wel tot het transnationale westen rekende. Comte gebruikte het concept in een gedetailleerd plan dat eerst het westerse deel van de wereld wilde reorganiseren om dan de rest van de mensheid te helpen dezelfde ontwikkelingsgraad te bereiken.

## Overige betekenissen
Momenteel wordt 'het Westen' in verschillende betekenissen gebruikt:
- Klassieke betekenis (zie boven)
- Verbreding klassieke betekenis na 1492
- Rijke landen van de wereld
- NAVO-landen en sommige neutrale Europese staten ten tijde van de Koude Oorlog
- Landen ten westen van Azië
- Definitie van de Nederlandse overheid (met betrekking tot niet-westerse allochtonen)

In werkelijkheid is niet altijd even duidelijk wanneer welke definitie wordt bedoeld. Veel intellectuelen hebben daarom een voorkeur voor de klassieke betekenis.

### Verbreding klassieke betekenis na 1492
Nadat vanaf 1492 landen uit de klassiek-westerse wereld gebieden elders op de wereld geleidelijk volledig koloniseren, namelijk heel Midden-, Zuid- en Noord-Amerika, Australië en Nieuw-Zeeland, worden deze gekoloniseerde landen door velen ook tot de 'westerse wereld' gerekend. Binnen deze landen ontwikkelen zich immers ook een sterk katholieke of protestante cultuur en 'westerse' filosofische en staatkundige tradities, kortom een 'westerse cultuur'.
Landen zoals Japan, Singapore of Zuid-Korea zijn echter ook binnen deze verbrede betekenis nog steeds niet 'westers', maar kunnen wel worden aangeduid als verwesterd (of westernised/westernized).

### Rijke landen
Na 1500 worden diverse klassiek-westerse landen, en na 1600 ook diverse van hun kolonies, militair dominant en machtig in grote delen van de wereld, en mede daardoor aanzienlijk rijker dan de meeste overige landen. ‘Westers’ wordt daardoor geleidelijk enigszins synoniem met ‘rijk’. In de twintigste eeuw werd eerste wereld een andere benaming voor de rijke, geïndustrialiseerde, niet-communistische landen, maar die benaming omvat ook landen zoals Japan, Taiwan, enzovoorts. Door verwarring tussen de begrippen ‘westerse wereld’ en ‘eerste wereld’ gingen sommigen dan Japan soms ook maar als ‘westers’ land aanduiden.
Tegenhangers van de eerste wereld waren de tweede wereld – de communistische landen, doorgaans wel geïndustrialiseerd, maar toch relatief arm – en de derde wereld: de rest van de wereld, doorgaans niet of nauwelijks geïndustrialiseerd, en grotendeels in veel westerse ogen ‘arm’, ‘achter’ of zelfs ‘achterlijk’, en ‘onderontwikkeld’.
De Arabische landen die sinds 1945 rijk werden maar daarbij niet industrialiseerden, horen, hoewel ‘rijk’, toch ook bij de derde wereld. Dat ze niet geïndustrialiseerd zijn, en dus niet bij de eerste wereld horen, is misschien de reden dat niemand ze ooit tot de ‘westerse wereld’ rekent.
Zodra men ‘westers’ opvat als synoniem voor ‘rijk’ komt men echter in verwarring met betrekking tot de landen van Latijns-Amerika. Die zijn vaak arm en nauwelijks geïndustrialiseerd, dus ‘derde wereld’, maar volgens de verbrede klassieke betekenis van ‘westerse wereld’ zijn ze toch erg ‘westers’.

### Groepering tijdens de Koude Oorlog

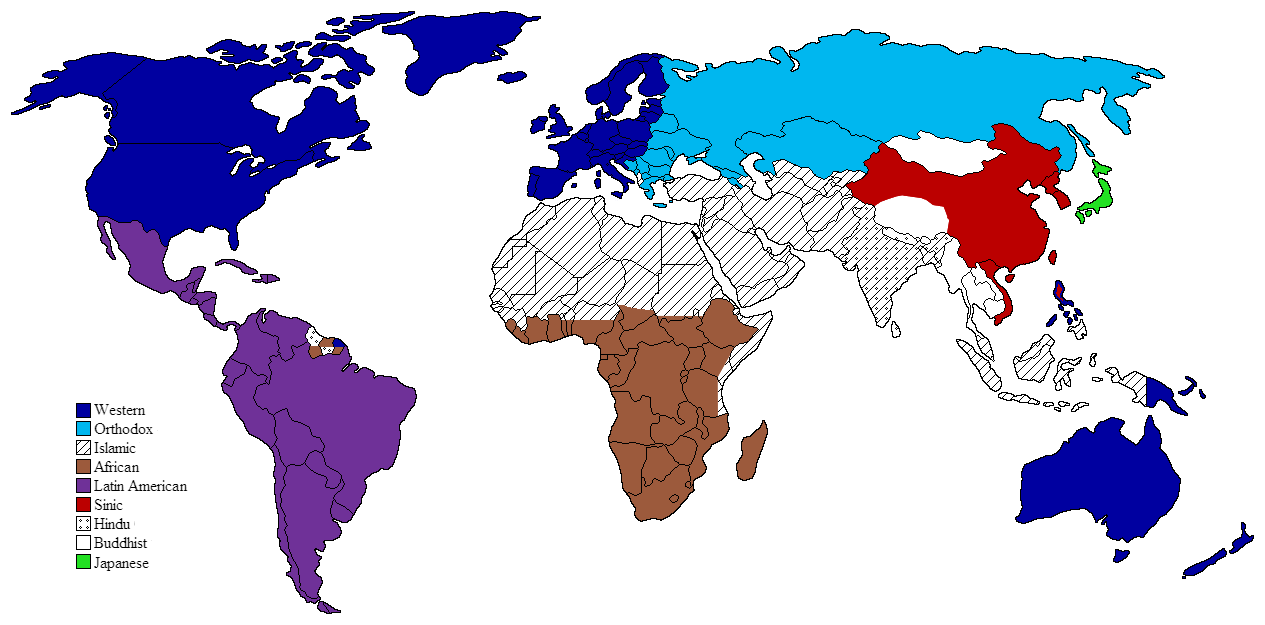
De westerse wereld (donkerblauw) volgens Samuel Huntington

Tijdens de Koude Oorlog werd er over Oost-West-tegenstellingen gesproken, waarbij kapitalistische NAVO-landen tegenover het communistische Oostblok stonden, verenigd in het Pact van Warschau. De uitdrukking het vrije Westen had een politieke lading. Het suggereerde dat niet-communistische landen vrij waren. Destijds waren echter niet alle NAVO-landen democratisch. Als er al van zoiets als het Vrije Westen gesproken kan worden, dan viel dit niet geheel samen met de NAVO: een militair bondgenootschap, waarin zoals gebruikelijk geostrategische argumenten een belangrijke rol spelen. Ook al waren Zweden, Finland, Oostenrijk, Zwitserland en Ierland om uiteenlopende redenen geen lid van de NAVO of van het Warschaupact, ze werden altijd als westers beschouwd. Turkije is om geostrategische redenen en belangrijke lidstaat, met een westers georiënteerde politieke elite. Portugal en Griekenland zijn landen die volgens de klassieke definitie wel tot het Westen behoren, maar voor lange tijd dictaturen waren, wat hun lidmaatschap van de NAVO wel enigszins problematisch maakte, maar niet onmogelijk. Een groter intern probleem voor de NAVO was de historische vijandschap tussen Griekenland en Turkije, die in 1974 vanwege de kwestie Cyprus bijna tot een onderling gewapend treffen leidde. Frankrijk, ongetwijfeld een belangrijk westers land, wenste zich niet zonder meer aan de 'blokkenpolitiek' te conformeren en onttrok in 1966 haar strijdkrachten aan de geïntegreerde commandostructuur van de NAVO. 
Tegenover dit 'westen' stond ook geen homogeen communistisch 'oosten'. Het in 1975 communistisch geworden Vietnam raakte in 1978-1979 zelfs in oorlog met haar communistische buurlanden en voormalige bondgenoten China en Kampuchea. Het communistische China was geen lid van het Warschaupact en had een historisch geworteld wantrouwen tegen Russen, en bijgevolg dus ook tegen de Sovjet-Unie, wat in 1969 zelfs tot grensincidenten leidde. De grote roerganger Mao moedigde in de jaren zeventig West-Europa zelfs aan om zich te verenigen om sterk te staan tegenover de Sovjet-Unie. Daarom moedigde China toetreding van het Verenigd Koninkrijk tot de EEG aan, terwijl de Sovjet-Unie liet merken dat niet wenselijk te vinden. Ook in Oost-Europa, met uitzondering van Bulgarije, had de Sovjet-Unie te kampen met traditionele anti-Russische sentimenten. Toen Oostbloklanden Hongarije (in 1956) en Tsjecho-Slowakije (in 1968) meenden een eigen koers te kunnen varen, werden die landen met harde hand tot de orde geroepen door de Sovjet-Unie en andere 'bondgenoten'. Polen kon in 1981 zo'n maatregel net voorkomen door zelf met een militaire coup de binnenlandse onrust te onderdrukken.
Landen als Polen, Hongarije, Tsjecho-Slowakije en de Baltische staten (Estland, Letland en Litouwen), die vóór de Tweede Wereldoorlog als westers werden beschouwd volgens de klassieke definitie, behoorden ten tijde van de Koude Oorlog tot het Oostblok. Na de val van de Berlijnse Muur werden deze landen weer voluit als westerse landen gezien. Zij zijn dan ook relatief succesvol in het ontwikkelen van een meerpartijendemocratie en een vrije markteconomie.

### Landen ten westen van Azië
Dit is de definitie van het Westen die in de koloniale tijd werd gehanteerd, waarbij de cultuur van Azië met die van West-Europa werd gecontrasteerd. Merk op dat Europa zich niet altijd als het Westen zag, maar vaak ook als het (ongenoemde) midden. Denk bijvoorbeeld aan de benamingen van de West-Indische Compagnie en de Oost-Indische Compagnie. Overigens beschouwden de Chinezen hun rijk ook als het 'Rijk van het Midden', in de zin van het middelpunt van de wereld, waaraan de 'barbaren' (de buitenwereld) eigenlijk tribuut verschuldigd waren.
De Oriënt-Express (oosterse exprestrein) is een nog steeds bestaande treinlijn uit de koloniale tijd die van Parijs naar Istanboel (het oude Constantinopel) rijdt.
De Britse schrijver Rudyard Kipling schreef in de Ballade van East and West over de tegenstelling: "Oh, East is East and West is West, and never the twain shall meet" (Oost is oost en west is west en nooit zullen de twee elkaar raken), waarmee hij wilde aangeven dat de oosterse cultuur te veel van de westerse verschilde om ooit door een westerling doorgrond te kunnen worden. Maar hij vervolgde met de woorden: "Till Earth and Sky stand presently at God's great Judgment Seat. But there is neither East nor West, Border, nor Breed, nor Birth, When two strong men stand face to face, though they come from the ends of the earth!"

### Definitie van de Nederlandse overheid
De Nederlandse overheid had om politieke redenen behoefte aan een scheidslijn tussen ‘westerse’ en ‘niet-westerse allochtonen’ en heeft toen in overleg met het CBS (Centraal Bureau voor de Statistiek) als niet-westerse landen gedefinieerd Turkije, héél Afrika, gans Latijns-Amerika en ook het volledige werelddeel Azië (met uitzondering van Indonesië en Japan), maar de rest dus als westers.
Deze verdeling is politiek gemotiveerd en niet duidelijk gebaseerd op een historisch, filosofisch of feitelijk uitgangspunt.